# 第二次共産党 (日本)
第二次共産党（だいにじきょうさんとう）は、1926年（大正15年）12月の第3回党大会（五色温泉大会）で再建されて以降の、非合法組織時代の日本共産党を指す呼称である。
広義には、1935年（昭和10年）3月、第二次世界大戦以前では最後の中央委員である袴田里見の検挙で党中央部が最終的に壊滅されるまでの時期が「第二次共産党」であるが、狭義には1929年の四・一六事件による党員大量検挙で組織がいったん壊滅するまでの時期を指す場合もある。

## 歴史

### 「四・一六」以前（1926 - 29年）
「五色温泉大会」による党再建
第一次共産党が1924年（大正13年）4月の解党決議により自主的に解散したが、コミンテルンは解党を認めず、共産党の再建を要求した。コミンテルンは日本共産党の勢力を過大に評価していたからであるが、それは、日本共産党が党員数を過大に報告していたからである。したがって、再建の要求を拒むことは困難だった。
そこで、1925年8月には佐野学を中心に党再建のための共産主義者グループ「ビューロー」が発足した。このビューローが発展して、1926年12月4日には第3回党大会が開催され、日本共産党再建がなった。これは、山形県の五色温泉で、ある会社の忘年会を偽装して集まったものであり、17名が集まった。この時中央執行委員に就任したのは渡辺政之輔・徳田球一・佐野学・福本和夫・佐野文夫・三田村四郎・鍋山貞親・市川正一らであり、ほとんどが福本イズムの影響を色濃く受けた活動家たちであった。第二次共産党は第一次と同様、非合法のうちに結党されると同時に、コミンテルンによる指導関係を承認して「コミンテルン日本支部」としての性格をもった。
福本イズムによる混乱と27年テーゼ、労農派の分裂
1927年、コミンテルンは、福本イズムと山川イズムの対立による日本の党組織の混乱を解決するために日本問題委員会を開き、日本共産党からは渡辺・福本・徳田・佐野文夫が招集された（もう一方の山川均も召喚されたが、応じなかった）。そして7月には同委員会で「27年テーゼ」が決定され、福本イズム・山川イズムに対しては両者が否定された（日本での公表は1928年3月）。これを受けて12月には新しい党指導部が組織され、委員長には佐野学、その他の役員に渡辺・鍋山・市川らが就任し福本グループは排除された。翌1928年2月には機関誌『赤旗』（せっき）が創刊され、また同月行われた第1回の普通選挙では事実上共産党の傘下合法団体であった労働農民党（1926年3月結党）を支持・支援し山本宣治ら2名を当選させた。同時期、第一次共産党結党の中心であり第二次共産党とは距離を置いていた山川均・荒畑寒村らは雑誌『労農』を創刊、事実上「労農派」を旗揚げし共産党から正式に除名された。
三・一五 - 四・一六による組織壊滅
このような共産党勢力の進出に対して当局は弾圧を強め、1928年の三・一五事件で地上党員を中心に全国で党員約1,600名が検挙され、そのうち484名が起訴された（この直前に幹部の徳田球一が検挙された）。さらに共産党傘下の合法団体に対しても翌4月には労農党・日本労働組合評議会・無産青年同盟に解散命令が下った。10月には渡辺政之輔が台湾の基隆で官憲に射殺され、前後して福本・国領伍一郎が検挙された。しかしその一方で「赤色組合主義」路線を掲げる労働団体「日本労働組合全国協議会」（全協）が結成（1928年12月）され、これ以後共産党の合法基盤を支える柱の一つとなった。しかし1929年の四・一六事件では地下党員を中心に起訴339名が検挙され、またそれまで検挙を免れていた佐野学・鍋山・三田村・市川らが検挙され、党中央部はいったん壊滅した。

### 「四・一六」以後（1929 - 35年）
獄中・獄外両指導部の分立
四・一六による壊滅以降の共産党指導部は、「三・一五 - 四・一六」共同被告団の中心として公判闘争を指導する、佐野・鍋山・市川・三田村らの「獄中指導部」、獄外において党再建を進める「獄外指導部」に分かれ、互いに連絡を取りながら活動を続けた。しかし、第一次共産党あるいはビューロー以来の経験豊かな幹部のほぼ全員を獄中に奪われた党のダメージは極めて大きいものだった。このため、以後の党指導部は、学生運動（新人会・学生連合会など）・クートヴェ留学生・文化運動（ナップ・コップなど）の出身者のような、党活動の経験に乏しい、いわば「第二線」級の活動家たちによって構成されることになった。この結果、官憲の弾圧に加え、彼らの稚拙な党指導によっていくつもの致命的なミスが引き起され、第二次共産党は崩壊への道を進んでいくことになった。
「武装共産党」と「非常時共産党」
「四・一六」の直後、党指導部は東大新人会出身の田中清玄委員長を中心にさっそく再建された。この指導部による「武装共産党」時代（1929年7月 - 30年7月）、共産党はコミンテルン第6回大会の決定に引きずられ極左的武装闘争、合法無産政党（新労農党）解消運動などいくつもの誤りを犯した。さらに田中指導部に続く風間丈吉指導部下の「非常時共産党」（1931年1月 - 32年10月）においては、党勢を回復し戦前期最多の党員数に達することになったが、この時期においても、32年テーゼの「天皇制廃止」スローガンを党傘下の合法団体（全協など）に押しつけ弾圧を招き寄せるなどの致命的な誤りが繰り返された。その上、特高スパイ（スパイM）の指導部潜入を許し、このスパイMが指導した「赤色ギャング事件」（1932年）をきっかけに、再建が進められていた党組織は、熱海事件による大量検挙で再び壊滅した。
スパイの潜入と「リンチ事件」による崩壊
熱海事件後、いわゆる「リンチ共産党」時代（1933年1月 - 35年5月）の指導部により細々と再建が試みられたが、獄中の佐野・鍋山による転向声明（「共同被告同志に告ぐる書」）によって始まった獄中指導部の崩壊、および党員の地滑り的な大量転向を止めることはできなかった。一方またスパイの党組織潜入が恒常化し、彼らの密告によって幹部・活動家が次々と検挙され、岩田義道・小林多喜二は特高の拷問により虐殺された。スパイ摘発のために行われた査問は、やせ細っていた党組織の内部を疑心暗鬼状態に陥らせますます疲弊させ、結局、行き過ぎた査問の過程で起こった「日本共産党スパイ査問事件」（1933年末）による指導部の検挙が、事実上第二次共産党の息の根を止めることになった（正確にいえば指導部の最終的崩壊は、1935年春、ただ一人残っていた中央委員・袴田里見の検挙によるが、スパイ査問事件以降の党指導部はほぼ機能を停止していた）。
その後の党再建運動
党崩壊以後、これ以前にソ連に亡命していた野坂参三・山本懸蔵による「日本の共産主義者へのてがみ」に基づき、いくつかの再建の動きがあったが、いずれも指導部再建に至る前に検挙により壊滅した。党組織の完全な壊滅は、戦後共産党（あるいは「第三次共産党」）における、徳田球一・志賀義雄・宮本顕治ら「獄中非転向組」の権威を必要以上に高める結果になった。

## 関連文献
- 神田文人 「日本共産党」 『国史大辞典』（第11巻） 吉川弘文館 1991年
- 岡本宏 「日本共産党」 『日本史大事典』（第5巻） 平凡社 1993年
- 神田文人 「日本共産党」 『日本歴史大事典』（第3巻） 小学館 2001年